# Vincent Breet
Vincent Breet (Alberton, 26 de abril de 1993) es un deportista sudafricano que compitió en remo.
Ganó una medalla de bronce en el Campeonato Mundial de Remo de 2014, en la prueba de dos sin timonel. Participó en los Juegos Olímpicos de Río de Janeiro 2016, ocupando el cuarto lugar en la prueba de cuatro sin timonel.

## Palmarés internacional
| Campeonato Mundial | Campeonato Mundial       | Campeonato Mundial | Campeonato Mundial |
| Año                | Lugar                    | Medalla            | Prueba             |
| ------------------ | ------------------------ | ------------------ | ------------------ |
| 2014               | Ámsterdam (Países Bajos) | Medalla de bronce  | Dos sin timonel    |